# Wereldkampioenschappen synchroonzwemmen 2019 – Solo vrije routine
De vrije routine voor solisten tijdens de wereldkampioenschappen synchroonzwemmen 2019 vond plaats op 15 en 17 juli 2019 in het Yeomju Gymnasium in Gwangju.

## Uitslag
Finalisten zijn de eerste 12 genoemde deelnemers, aangegeven met groen.
| Rang   | Land                        | Naam                | Voorronde | Voorronde | Finale        | Finale        |
| Rang   | Land                        | Naam                | Punten    | Rang      | Punten        | Rang          |
| ------ | --------------------------- | ------------------- | --------- | --------- | ------------- | ------------- |
| Goud   | Svetlana Romasjina          | Rusland             | 96.4667   | 1         | 97.1333       | 1             |
| Zilver | Ona Carbonell               | Spanje              | 93.8333   | 2         | 94.5667       | 2             |
| Brons  | Yukiko Inui                 | Japan               | 92.5667   | 3         | 93.2000       | 3             |
| 4      | Marta Fiedina               | Oekraïne            | 92.0667   | 4         | 92.5667       | 4             |
| 5      | Jacqueline Simoneau         | Canada              | 90.4333   | 5         | 90.7000       | 5             |
| 6      | Linda Cerruti               | Italië              | 90.2333   | 6         | 90.4667       | 6             |
| 7      | Evangelia Platanioti        | Griekenland         | 88.4333   | 7         | 88.6667       | 7             |
| 8      | Vasiliki Alexandri          | Oostenrijk          | 86.7333   | 8         | 87.1667       | 8             |
| 9      | Eve Planeix                 | Frankrijk           | 86.4667   | 9         | 86.6667       | 9             |
| 10     | Vasilina Chandosjka         | Wit-Rusland         | 84.7000   | 10        | 85.0667       | 10            |
| 11     | Kate Shortman               | Verenigd Koninkrijk | 84.6000   | 11        | 84.7667       | 11            |
| 12     | Anita Alvarez               | Verenigde Staten    | 84.4667   | 12        | 84.7333       | 12            |
| 13     | Lara Mechnig                | Liechtenstein       | 82.4000   | 13        | Uitgeschakeld | Uitgeschakeld |
| 14     | Vivienne Koch               | Zwitserland         | 82.1333   | 14        | Uitgeschakeld | Uitgeschakeld |
| 15     | Marlene Bojer               | Duitsland           | 79.7000   | 15        | Uitgeschakeld | Uitgeschakeld |
| 16     | Lee Ri-young                | Zuid-Korea          | 78.8000   | 16        | Uitgeschakeld | Uitgeschakeld |
| 17     | Alžběta Dufková             | Tsjechië            | 78.4333   | 17        | Uitgeschakeld | Uitgeschakeld |
| 18     | Mónica Arango               | Colombia            | 78.4000   | 18        | Uitgeschakeld | Uitgeschakeld |
| 19     | Nada Daabousová             | Slowakije           | 78.1667   | 19        | Uitgeschakeld | Uitgeschakeld |
| 20     | Chonzodachon Tosjchoejajeva | Oezbekistan         | 76.8333   | 20        | Uitgeschakeld | Uitgeschakeld |
| 21     | Jasmine Verbena             | San Marino          | 76.2333   | 21        | Uitgeschakeld | Uitgeschakeld |
| 22     | Aleksandra Atanasova        | Bulgarije           | 76.1333   | 22        | Uitgeschakeld | Uitgeschakeld |
| 23     | Nevena Dimitrijević         | Servië              | 75.4000   | 23        | Uitgeschakeld | Uitgeschakeld |
| 24     | Kyra Hoevertsz              | Aruba               | 74.6667   | 24        | Uitgeschakeld | Uitgeschakeld |
| 25     | Camila Arregui              | Argentinië          | 74.6333   | 25        | Uitgeschakeld | Uitgeschakeld |
| 26     | Defne Bakırcı               | Turkije             | 74.5000   | 26        | Uitgeschakeld | Uitgeschakeld |
| 27     | Natalija Ambrazaitė         | Litouwen            | 73.8000   | 27        | Uitgeschakeld | Uitgeschakeld |
| 28     | Aleksandra Filipiuk         | Polen               | 73.6333   | 28        | Uitgeschakeld | Uitgeschakeld |
| 29     | Gabriela Alpajón            | Cuba                | 70.5667   | 29        | Uitgeschakeld | Uitgeschakeld |
| 30     | Eva Morris                  | Nieuw-Zeeland       | 69.5667   | 30        | Uitgeschakeld | Uitgeschakeld |
| 31     | Valeria Lizano              | Costa Rica          | 67.1333   | 31        | Uitgeschakeld | Uitgeschakeld |
| 32     | Zheng Zexuan                | Macau               | 66.8000   | 32        | Uitgeschakeld | Uitgeschakeld |